# Fourteener
在美國西部登山运动的行话中，fourteener，简称14er，是指海拔14,000英尺（4267）以上的山峰。美国总共有96座14er，全部位于密西西比河以西。科羅拉多州拥有全美最多的14er（58座），其次是阿拉斯加州（29座）。并非所有超过14000英尺的山峰都能称为14er。通常被称作14er的，都是独立的山峰。